# In the Evening
«In the Evening» — первая песня c восьмого студийного альбома британской рок-группы Led Zeppelin In Through the Out Door. Записана на Polar Studios в Стокгольме, Швеция, в ноябре 1978 года и выпущена в августе 1979 года.

## История создания
Идея создания композиции в значительной мере принадлежит басисту и клавишнику группы, Джону Полу Джонсу. Во время записи альбома гитарист Джимми Пэйдж и барабанщик Джон Бонэм зачастую оставались в студии допоздна и продолжали работать ночью; в их отсутствие Джонс экспериментировал со своей новой драм-машиной, создавая различные перкуссионные партии, которые затем и легли в основу In the Evening. Кроме того, Джонс, увлекавшийся в те времена творчеством ABBA, специально настроил синтезатор таким образом, чтобы приблизиться к звучанию шведской группы.
Сам текст песни довольно незамысловат: идёт рассказ об одиночестве и печали от безответной любви, об ожидании по вечерам своей девушки, которая лишь «безжалостно играет с чувствами» и создаёт одни проблемы.

## Описание
Композиция начинается с длительной (продолжительностью около минуты) вступительной секции, исполненной Джимми Пэйджем на электрогитаре. Пэйдж использовал гизмотрон для придания мелодии в начальной части характерного «гудящего» звука и эффекта глиссандо; аккомпанемент во вступлении состоял из барабанных партий Джона Бонэма с некоторым применением электроники. Считается, что вступительная инструментальная часть к песне была взята из саундтрека, сочинённого ранее Пэйджем для фильма «Восход Люцифера».
Основная часть композиции включает в себя сочетание характерного тяжёлого риффа, барабанных партий и игры на синтезаторе клавишника Джона Пола Джонса. Примерно в середине песни Пэйдж исполняет проигрыш выделяющегося гитарного соло с тремоло, затем резко переходящего в медленный темп и сопровождающегося звучанием синтезатора.

## Концертные версии
Песня исполнялась группой на фестивале в Небуорте в 1979 и позже, в 1980, на гастрольном турне по континентальной Европе. В обоих случаях концертная версия значительно отличалась от студийной в звуковом оформлении: так, вступительная часть начиналась с дисторшна и следующего за ним небольшого смычкового соло; в целом во вступлении преобладали ударные Бонэма, а рифф Пэйджа в основной части композиции строился на использовании рычага тремоло; медленный гитарный проигрыш в срединной части был вовсе заменён партией клавишных на синтезаторе Джонса. Кроме того, в Небуорте начало композиции сопровождалось масштабным лазерным шоу.
In the Evening стала одной из немногих песен Led Zeppelin, исполненных Пэйджем на его Fender Stratocaster 1964 года. Джон Пол Джонс играл на клавишных с применением Yamaha GX-1.

## Стиль и критика
In the Evening, как и, в большей или меньшей степени, все песни с In Through the Out Door, явилась в немного нетипичном для Led Zeppelin стиле: широкое применение синтезаторов у Джонса и появление нехарактерных ранее для Пэйджа партий (гитарное соло с соответствующими звуковыми эффектами в середине композиции, а также следующий за ним проигрыш в замедленном темпе) намекали на внедрение в репертуар группы элементов новой волны и прогрессив-рока. Вместе с тем, эта песня, наряду с Carouselambra, стала одной из двух в альбоме, имеющих всё же явно выраженную хард-роковую составляющую, подтверждением чего служит жёсткий рифф, сопровождающий бо́льшую часть композиции. Рецензентами песня была отмечена как одна из двух (вместе с All My Love) наиболее выделяющихся в трек-листе альбома.

## Участники записи
- Роберт Плант — вокал
- Джимми Пэйдж — электрогитара, электрическая слайд-гитара, Gizmotron
- Джон Пол Джонс — бас-гитара, Yamaha GX-1
- Джон Бонэм — ударные, тимпаны